# Coupe du Golfe des clubs champions 2014
Navigation
Édition précédente Édition suivante
La Coupe du golfe des clubs champions 2014 est la 29e édition de la Coupe du golfe des clubs champions. Douze équipes, qualifiées par le biais de leur championnat national, disputent le tournoi, qui est organisé en deux phases. Lors de la première, les formations sont réparties en quatre poules de trois; les deux premiers de chaque poule se qualifient pour la phase finale, qui est jouée sous forme de tableau, avec quarts (disputés sur un match unique) puis demi-finales et finale en matchs aller et retour. 

## Équipes participantes
| - Al-Raed 8e d'Arabie saoudite en 2012-2013 - Al-Shoalah 9e d'Arabie saoudite en 2012-2013 - Busaiteen Club Champion du Bahreïn en 2012-2013 - Al-Muharraq 2e de Bahreïn en 2012-2013 - Al Shabab Dubaï 5e des Émirats arabes unis en 2012-2013 - Al Nasr Dubaï 6e d'Émirats arabes unis en 2012-2013 | - Al-Raed 8e d'Arabie saoudite en 2012-2013 - Al-Shoalah 9e d'Arabie saoudite en 2012-2013 - Busaiteen Club Champion du Bahreïn en 2012-2013 - Al-Muharraq 2e de Bahreïn en 2012-2013 - Al Shabab Dubaï 5e des Émirats arabes unis en 2012-2013 - Al Nasr Dubaï 6e d'Émirats arabes unis en 2012-2013 | - Al-Raed 8e d'Arabie saoudite en 2012-2013 - Al-Shoalah 9e d'Arabie saoudite en 2012-2013 - Busaiteen Club Champion du Bahreïn en 2012-2013 - Al-Muharraq 2e de Bahreïn en 2012-2013 - Al Shabab Dubaï 5e des Émirats arabes unis en 2012-2013 - Al Nasr Dubaï 6e d'Émirats arabes unis en 2012-2013 | - Al-Raed 8e d'Arabie saoudite en 2012-2013 - Al-Shoalah 9e d'Arabie saoudite en 2012-2013 - Busaiteen Club Champion du Bahreïn en 2012-2013 - Al-Muharraq 2e de Bahreïn en 2012-2013 - Al Shabab Dubaï 5e des Émirats arabes unis en 2012-2013 - Al Nasr Dubaï 6e d'Émirats arabes unis en 2012-2013 | - Al-Raed 8e d'Arabie saoudite en 2012-2013 - Al-Shoalah 9e d'Arabie saoudite en 2012-2013 - Busaiteen Club Champion du Bahreïn en 2012-2013 - Al-Muharraq 2e de Bahreïn en 2012-2013 - Al Shabab Dubaï 5e des Émirats arabes unis en 2012-2013 - Al Nasr Dubaï 6e d'Émirats arabes unis en 2012-2013 | - Al-Raed 8e d'Arabie saoudite en 2012-2013 - Al-Shoalah 9e d'Arabie saoudite en 2012-2013 - Busaiteen Club Champion du Bahreïn en 2012-2013 - Al-Muharraq 2e de Bahreïn en 2012-2013 - Al Shabab Dubaï 5e des Émirats arabes unis en 2012-2013 - Al Nasr Dubaï 6e d'Émirats arabes unis en 2012-2013 | - Al Nasr Koweït 4e du Koweït en 2012-2013 - Al Jahra 5e du Koweït en 2012-2013 - Saham Club 3e d'Oman en 2012-2013 - Al Nahda Club 4e d'Oman en 2012-2013 - Al-Khor 7e du Qatar en 2012-2013 - Al-Kharitiyath 10e du Qatar en 2012-2013 | - Al Nasr Koweït 4e du Koweït en 2012-2013 - Al Jahra 5e du Koweït en 2012-2013 - Saham Club 3e d'Oman en 2012-2013 - Al Nahda Club 4e d'Oman en 2012-2013 - Al-Khor 7e du Qatar en 2012-2013 - Al-Kharitiyath 10e du Qatar en 2012-2013 | - Al Nasr Koweït 4e du Koweït en 2012-2013 - Al Jahra 5e du Koweït en 2012-2013 - Saham Club 3e d'Oman en 2012-2013 - Al Nahda Club 4e d'Oman en 2012-2013 - Al-Khor 7e du Qatar en 2012-2013 - Al-Kharitiyath 10e du Qatar en 2012-2013 | - Al Nasr Koweït 4e du Koweït en 2012-2013 - Al Jahra 5e du Koweït en 2012-2013 - Saham Club 3e d'Oman en 2012-2013 - Al Nahda Club 4e d'Oman en 2012-2013 - Al-Khor 7e du Qatar en 2012-2013 - Al-Kharitiyath 10e du Qatar en 2012-2013 | - Al Nasr Koweït 4e du Koweït en 2012-2013 - Al Jahra 5e du Koweït en 2012-2013 - Saham Club 3e d'Oman en 2012-2013 - Al Nahda Club 4e d'Oman en 2012-2013 - Al-Khor 7e du Qatar en 2012-2013 - Al-Kharitiyath 10e du Qatar en 2012-2013 | - Al Nasr Koweït 4e du Koweït en 2012-2013 - Al Jahra 5e du Koweït en 2012-2013 - Saham Club 3e d'Oman en 2012-2013 - Al Nahda Club 4e d'Oman en 2012-2013 - Al-Khor 7e du Qatar en 2012-2013 - Al-Kharitiyath 10e du Qatar en 2012-2013 |

## Compétition

### Première phase

#### Groupe A
| Rang | Équipe     | Pts | J | G | N | P | Bp | Bc | Diff |  | Résultats (▼ dom., ► ext.) |     |     |     |
| ---- | ---------- | --- | - | - | - | - | -- | -- | ---- |  | -------------------------- | --- | --- | --- |
| 1    | Saham Club | 8   | 4 | 2 | 2 | 0 | 8  | 6  | +2   |  | Saham Club                 |     | 1-1 | 2-1 |
| 2    | Al Jahra   | 5   | 4 | 1 | 2 | 1 | 9  | 9  | 0    |  | Al Jahra                   | 3-4 |     | 2-2 |
| 3    | Al-Raed    | 2   | 4 | 0 | 2 | 2 | 6  | 8  | -2   |  | Al-Raed                    | 1-1 | 2-3 |     |

#### Groupe B
| Rang | Équipe           | Pts | J | G | N | P | Bp | Bc | Diff |  | Résultats (▼ dom., ► ext.) |     |     |     |
| ---- | ---------------- | --- | - | - | - | - | -- | -- | ---- |  | -------------------------- | --- | --- | --- |
| 1    | Al Shabab Dubaï  | 7   | 4 | 2 | 1 | 1 | 4  | 3  | +1   |  | Al Shabab Dubaï            |     | 0-1 | 1-0 |
| 2    | Al Muharraq Club | 7   | 4 | 2 | 1 | 1 | 4  | 3  | +1   |  | Al Muharraq Club           | 1-2 |     | 1-0 |
| 3    | Al-Shoalah       | 2   | 4 | 0 | 2 | 2 | 2  | 4  | -2   |  | Al-Shoalah                 | 1-1 | 1-1 |     |

#### Groupe C
| Rang | Équipe         | Pts | J | G | N | P | Bp | Bc | Diff |  | Résultats (▼ dom., ► ext.) |     |     |     |
| ---- | -------------- | --- | - | - | - | - | -- | -- | ---- |  | -------------------------- | --- | --- | --- |
| 1    | Al Nasr Dubaï  | 8   | 4 | 2 | 2 | 0 | 8  | 2  | +6   |  | Al Nasr Dubaï              |     | 0-0 | 5-0 |
| 2    | Busaiteen Club | 7   | 4 | 2 | 1 | 1 | 5  | 2  | +3   |  | Busaiteen Club             | 0-1 |     | 1-0 |
| 3    | Al-Khor SC     | 1   | 4 | 0 | 1 | 3 | 3  | 12 | -9   |  | Al-Khor SC                 | 2-2 | 1-4 |     |

#### Groupe D
| Rang | Équipe            | Pts | J | G | N | P | Bp | Bc | Diff |  | Résultats (▼ dom., ► ext.) |     |     |     |
| ---- | ----------------- | --- | - | - | - | - | -- | -- | ---- |  | -------------------------- | --- | --- | --- |
| 1    | Al Nahda Club     | 8   | 4 | 2 | 2 | 0 | 9  | 3  | +6   |  | Al Nahda Club              |     | 2-0 | 4-0 |
| 2    | Al-Kharitiyath SC | 5   | 4 | 1 | 2 | 1 | 10 | 9  | +1   |  | Al-Kharitiyath SC          | 2-2 |     | 4-4 |
| 3    | Al Nasr Koweït    | 2   | 4 | 0 | 2 | 2 | 6  | 13 | -7   |  | Al Nasr Koweït             | 1-1 | 1-1 |     |

### Phase finale

#### Quarts de finale
| Équipe 1        | Résultat        | Équipe 2          |
| --------------- | --------------- | ----------------- |
| Saham Club      | 3 - 1           | Busaiteen Club    |
| Al Nasr Dubaï   | 2 - 2 3 - 1 tab | Al Jahra          |
| Al Shabab Dubaï | 4 - 0           | Al-Kharitiyath SC |
| Al Nahda Club   | 3 - 0           | Al Muharraq Club  |

#### Demi-finales
| Équipe 1      | Résultat      | Équipe 2        | Aller | Retour |
| ------------- | ------------- | --------------- | ----- | ------ |
| Saham Club    | 4 - 4 5-4 tab | Al Shabab Dubaï | 3 - 1 | 1 - 3  |
| Al Nahda Club | 2 - 3         | Al Nasr Dubaï   | 1 - 1 | 1 - 2  |

#### Finale
| Équipe 1      | Résultat | Équipe 2   |
| ------------- | -------- | ---------- |
| Al Nasr Dubaï | 2 - 1    | Saham Club |